# Championnats panaméricains juniors d'athlétisme 2005
Navigation
Champ. panaméricains juniors 2003 Champ. panaméricains juniors 2007
Les 13es Championnats panaméricains juniors d'athlétisme ont eu lieu à Windsor au Canada, du 29 au 31 juillet 2005.

## Faits marquants

### Hommes
| Épreuve | Or                                                                   | Or                | Argent                                                               | Argent          | Bronze                                                           | Bronze          |
| --- | -------------------------------------------------------------------- | ----------------- | -------------------------------------------------------------------- | --------------- | ---------------------------------------------------------------- | --------------- |
| 100 m Vent: +0,7 m/s | James Samuels États-Unis                                             | 10 s 20 =CR       | Justyn Warner Canada                                                 | 10 s 26         | Rafael Ribeiro Brésil                                            | 10 s 33         |
| 200 m Vent: +2,5 m/s | Otis McDaniel États-Unis                                             | 20 s 67 w         | Tremaine Smith États-Unis                                            | 20 s 78 w       | Daniel Bailey Antigua-et-Barbuda                                 | 20 s 80 w       |
| 400 m | Justin Oliver États-Unis                                             | 46 s 73           | Nathaniel Anderson États-Unis                                        | 46 s 91         | Jason Edwards Jamaïque                                           | 47 s 31         |
| 800 m | Gilder Barboza Venezuela                                             | 1 min 50 s 76     | Karjuan Williams États-Unis                                          | 1 min 50 s 97   | Jacob DuBois États-Unis                                          | 1 min 51 s 01   |
| 1 500 m | Michael Woods Canada                                                 | 3 min 45 s 72 CR  | Braden Novakowski Canada                                             | 3 min 48 s 92   | Mark Matusak États-Unis                                          | 3 min 49 s 81   |
| 5 000 m | Daniel Nunn États-Unis                                               | 14 min 55 s 17    | Paul Hefferon États-Unis                                             | 14 min 56 s 65  | Joilson da Silva Brésil                                          | 14 min 58 s 54  |
| 10 000 m | Neal Naughton États-Unis                                             | 30 min 12 s 14    | Joshua Perrin États-Unis                                             | 30 min 19 s 53  | Joilson da Silva Brésil                                          | 30 min 21 s 62  |
| 3000 m steeple | José Alberto Sánchez Cuba                                            | 8 min 43 s 96 CR  | Alex Genest Canada                                                   | 8 min 47 s 00   | Chris Winter Canada                                              | 8 min 58 s 49   |
| 110 m haies Vent: −1,6 m/s | Dayron Robles Cuba                                                   | 13 s 46 CR        | Tyron Akins États-Unis                                               | 14 s 00         | Dominic Berger États-Unis                                        | 14 s 01         |
| 400 m haies | Reuben McCoy États-Unis                                              | 50 s 28           | Greg Offerman États-Unis                                             | 51 s 84         | Terry Marshall Barbade                                           | 52 s 12         |
| Saut en hauteur | Dusty Jonas États-Unis                                               | 2,21 m            | Darvin Edwards Sainte-Lucie                                          | 2,15 m          | Guilherme Cobbo Brésil                                           | 2,15 m          |
| Saut à la perche | Germán Chiaraviglio Argentine                                        | 5,40 m            | Mitch Greeley États-Unis                                             | 5,00 m          | José Montaño Mexique                                             | 5,00 m          |
| Saut en longueur | Robert Rands États-Unis                                              | 7,60 m −1,1 m/s   | Jermaine Alphous Jackson Jamaïque                                    | 7,59 m −1,7 m/s | Seyi Smith Canada                                                | 7,27 m −0,4 m/s |
| Triple saut | Denis Fernández Cuba                                                 | 16,80 m w 2,1 m/s | Kenneth Hall États-Unis                                              | 16,55 m 1,6 m/s | Maxwell Álvarez Guatemala                                        | 15,50 m 1,9 m/s |
| Lancer du poids | Ryan Whiting États-Unis                                              | 19,75 m           | Nathan Englin États-Unis                                             | 19,61 m         | Kyle Helf Canada                                                 | 18,21 m         |
| Lancer du disque | Ryan Whiting États-Unis                                              | 61,40 m CR        | Jorge Hernández Cuba                                                 | 57,87 m         | Edward Cornell États-Unis                                        | 55,04 m         |
| Lancer du marteau | Boldizsár Kocsor États-Unis                                          | 68,15 m           | Roberto Janet Cuba                                                   | 66,76 m         | John Freeman États-Unis                                          | 64,58 m         |
| Lancer du javelot | Júlio César de Oliveira Brésil                                       | 72,35 m           | Corey White États-Unis                                               | 69,76 m         | Víctor Fatecha Paraguay                                          | 67,00 m         |
| Décathlon | Andrés Silva Uruguay                                                 | 7641 pts CR       | Yunior Díaz Cuba                                                     | 7290 pts        | Michael Bingham États-Unis                                       | 7049 pts        |
| 10 000 m marche | Marco Rodríguez Salvador                                             | 44 min 49 s 62    | Pierre-Luc Ménard Canada                                             | 45 min 09 s 50  | Noel Santini Porto Rico                                          | 45 min 32 s 16  |
| 4 × 100 m | États-Unis Wopamo Osaisai Otis McDaniel Tremaine Smith James Samuels | 39 s 36           | Canada Adam Newton Oluseyi Smith Gavin Smellie Justyn Warner         | 40 s 25         | Jamaïque Cawayne Jervis Dwight Mullings Rascive Grant Omar Brown | 40 s 27         |
| 4 × 400 m | États-Unis Lionel Larry Terrance Reid Nate Anderson Justin Oliver    | 3 min 05 s 34     | Jamaïque Michael Gardener Leford Green Kerone Robinson Jason Edwards | 3 min 08 s 64   | Canada Gavin Smellie Aaron White Brian Cummings Bryan Barnett    | 3 min 09 s 50   |
| Records et Performances - AR : Record continental (area record) - CR : Record des championnats (championship record) - MR : Record du meeting (meet record) - NR : Record national (national record) - OR : Record olympique (olympic record) - PR : Record paralympique (paralympic record) - PB : Record personnel (personal best) - SB : Meilleure performance personnelle de la saison (season's best) - WL : Meilleure performance mondiale de l'année (world leader) - WJR : Record du monde junior (world junior record) - WR : Record du monde (world record) Circonstances et Conditions - DNF : N'a pas terminé (did not finish) - DNS : N'a pas pris le départ (did not start) - DQ : Disqualification (disqualification) - NM : Aucun essai valable enregistré (No Mark) - Q : Qualifié « directement » au prochain tour (ou à la prochaine compétition), lors d'une compétition majeure, grâce au classement ou à la réalisation des minima (automatic qualifier) - q : Qualifié au prochain tour (ou à la prochaine compétition), lors d'une compétition majeure, grâce au repêchage ou à la réalisation de l'une des meilleures performances parmi celles des « non qualifiés directement » (grâce au meilleur temps ou à la meilleure distance par exemple) (secondary qualifier) |                                                                      |                   |                                                                      |                 |                                                                  |                 |

### Femmes
| Épreuve | Or                                                                       | Or                | Argent                                                                           | Argent             | Bronze                                                                 | Bronze             |
| --- | ------------------------------------------------------------------------ | ----------------- | -------------------------------------------------------------------------------- | ------------------ | ---------------------------------------------------------------------- | ------------------ |
| 100 m Vent: −1,8 m/s | Cleo Tyson États-Unis                                                    | 11 s 52           | Schillonie Calvert Jamaïque                                                      | 11 s 80            | Darlenis Obregón Colombie                                              | 11 s 82            |
| 200 m Vent: +2,0 m/s | Anneisha McLaughlin Jamaïque                                             | 23 s 00           | Alexandria Anderson États-Unis                                                   | 23 s 06            | Brittany Jones États-Unis                                              | 23 s 23            |
| 400 m | Natasha Hastings États-Unis                                              | 52 s 15           | Carline Muir Canada                                                              | 52 s 38            | Sonita Sutherland Jamaïque                                             | 52 s 68            |
| 800 m | Rebekah Noble États-Unis                                                 | 2 min 04 s 07     | Heidi Magill États-Unis                                                          | 2 min 04 s 12      | Analia Videaux Cuba                                                    | 2 min 06 s 49      |
| 1 500 m | Sarah Bowman États-Unis                                                  | 4 min 17 s 61     | Erin Bedell États-Unis                                                           | 4 min 22 s 87      | Liudmila Florentín Cuba                                                | 4 min 26 s 94      |
| 3 000 m | Alyson Kohlmeier Canada                                                  | 9 min 25 s 09     | Inés Melchor Pérou                                                               | 9 min 36 s 24      | Mandy McBean Canada                                                    | 9 min 42 s 75      |
| 5 000 m | Inés Melchor Pérou                                                       | 16 min 48 s 06    | Nicole Blood États-Unis                                                          | 16 min 55 s 17     | Whitney Anderson États-Unis                                            | 17 min 04 s 22     |
| 3000 m steeple | Sabine Heitling Brésil                                                   | 10 min 04 s 71    | Marie Lawrence États-Unis                                                        | 10 min 27 s 44     | Lindsay Allen États-Unis                                               | 10 min 28 s 49     |
| 100 m haies Vent: +2,1 m/s | Latoya Greaves Jamaïque                                                  | 13 s 38 w         | Natasha Ruddock Jamaïque                                                         | 13 s 42 w          | Geneviève Thibault Canada                                              | 13 s 50 w          |
| 400 m haies | Nickiesha Wilson Jamaïque                                                | 57 s 40           | Krystal Cantey États-Unis                                                        | 59 s 26            | Corri-Ann Campbell-Fell Canada                                         | 60 s 64            |
| Saut en hauteur | Rhonda Watkins Trinité-et-Tobago                                         | 1,79 m            | Latroya Darrell Bermudes Chealsea Taylor États-Unis                              | 1,79 m             |                                                                        |                    |
| Saut à la perche | Keisa Monterola Venezuela                                                | 4,10 m CR         | Rachel Greff États-Unis                                                          | 3,95 m             | Leah Vause Canada                                                      | 3,85 m             |
| Saut en longueur | Arantxa King Bermudes                                                    | 6,21 m −0,7 m/s   | Gayle Hunter États-Unis                                                          | 6,15 m +1,5 m/s    | Rhonda Watkins Trinité-et-Tobago                                       | 6,05 m +0,9 m/s    |
| Triple saut | Yanelis Veranes Cuba                                                     | 13,54 m +1,7 m/s  | Tânia Ferreira da Silva Brésil                                                   | 13,38 m w +2,2 m/s | Verónica Davis Venezuela                                               | 13,30 m w +2,5 m/s |
| Lancer du poids | Sarah Stevens États-Unis                                                 | 16,10 m           | Melissa Faubus États-Unis                                                        | 15,35 m            | Rocío Comba Argentine                                                  | 14,41 m            |
| Lancer du disque | Lisandra Rodríguez Cuba                                                  | 49,86 m           | Shanna Dickenson États-Unis                                                      | 49,68 m            | Yuneimis Soria Cuba                                                    | 49,51 m            |
| Lancer du marteau | Arasay Tondike Cuba                                                      | 64,80 m CR        | Brittany Riley États-Unis                                                        | 59,72 m            | Marie-Eve Boiselle Canada                                              | 57,70 m            |
| Lancer du javelot | Rachel Yurkovich États-Unis                                              | 52,58 m CR        | Kara Patterson États-Unis                                                        | 50,26 m            | Tracy Morrison Bahamas                                                 | 47,03 m            |
| Heptathlon | Lauren Stewart États-Unis                                                | 5 333 pts         | Shevell Quinley États-Unis                                                       | 5 266 pts          | Jailma de Lima Brésil                                                  | 5 025 pts          |
| 10 000 m marche | Jamy Franco Guatemala                                                    | 49 min 36 s 25 CR | Leisy Rodríguez Cuba                                                             | 49 min 41 s 68     | Marie Michta États-Unis                                                | 49 min 43 s 85     |
| 4 × 100 m | États-Unis Amberly Nesbitt Alexandria Anderson Kristina Davis Cleo Tyson | 43 s 97           | Trinité-et-Tobago Cadajah Spencer Sade St. Louis Jurnelle Francis Monique Cabral | 45 s 45            | Brésil Tatiane Ferraz Bárbara Leôncio Vanda Gomes Josiane Valentim     | 45 s 75            |
| 4 × 400 m | États-Unis Nicole Leach Deonna Lawrence Brittany Jones Natasha Hastings  | 3 min 32 s 82     | Jamaïque Anastasia Le-Roy Sonita Sutherland Bobby-Gaye Wilkins Sherene Pinnock   | 3 min 36 s 99      | Canada Bailey Lewis Corri-Ann Campbell-Fell Omoye Ugiagbe Carline Muir | 3 min 41 s 29      |
| Records et Performances - AR : Record continental (area record) - CR : Record des championnats (championship record) - MR : Record du meeting (meet record) - NR : Record national (national record) - OR : Record olympique (olympic record) - PR : Record paralympique (paralympic record) - PB : Record personnel (personal best) - SB : Meilleure performance personnelle de la saison (season's best) - WL : Meilleure performance mondiale de l'année (world leader) - WJR : Record du monde junior (world junior record) - WR : Record du monde (world record) Circonstances et Conditions - DNF : N'a pas terminé (did not finish) - DNS : N'a pas pris le départ (did not start) - DQ : Disqualification (disqualification) - NM : Aucun essai valable enregistré (No Mark) - Q : Qualifié « directement » au prochain tour (ou à la prochaine compétition), lors d'une compétition majeure, grâce au classement ou à la réalisation des minima (automatic qualifier) - q : Qualifié au prochain tour (ou à la prochaine compétition), lors d'une compétition majeure, grâce au repêchage ou à la réalisation de l'une des meilleures performances parmi celles des « non qualifiés directement » (grâce au meilleur temps ou à la meilleure distance par exemple) (secondary qualifier) |                                                                          |                   |                                                                                  |                    |                                                                        |                    |

## Tableau des médailles
| Rang | Nation             | Or | Argent | Bronze | Total |
| ---- | ------------------ | -- | ------ | ------ | ----- |
| 1    | États-Unis         | 22 | 25     | 10     | 57    |
| 2    | Cuba               | 6  | 4      | 3      | 13    |
| 3    | Jamaïque           | 3  | 5      | 3      | 11    |
| 4    | Canada             | 2  | 6      | 10     | 18    |
| 5    | Brésil             | 2  | 1      | 6      | 9     |
| 6    | Venezuela          | 2  | 0      | 1      | 3     |
| 7    | Trinité-et-Tobago  | 1  | 1      | 1      | 3     |
| 8    | Bermudes           | 1  | 1      | 0      | 2     |
| 8    | Pérou              | 1  | 1      | 0      | 2     |
| 10   | Argentine          | 1  | 0      | 1      | 2     |
| 10   | Guatemala          | 1  | 0      | 1      | 2     |
| 12   | Salvador           | 1  | 0      | 0      | 1     |
| 12   | Uruguay            | 1  | 0      | 0      | 1     |
| 14   | Sainte-Lucie       | 0  | 1      | 0      | 1     |
| 15   | Antigua-et-Barbuda | 0  | 0      | 1      | 1     |
| 15   | Bahamas            | 0  | 0      | 1      | 1     |
| 15   | Barbade            | 0  | 0      | 1      | 1     |
| 15   | Colombie           | 0  | 0      | 1      | 1     |
| 15   | Mexique            | 0  | 0      | 1      | 1     |
| 15   | Paraguay           | 0  | 0      | 1      | 1     |
| 15   | Porto Rico         | 0  | 0      | 1      | 1     |